# 28 évvel később
A 28 évvel később (eredeti cím: 28 Years Later) 2025-ben bemutatásra kerülő brit–amerikai posztapokaliptikus horrorfilm, amelyet Alex Garland forgatókönyvéből Danny Boyle rendezett. A 28 nappal később és a 28 héttel később című filmek harmadik része. A főbb szerepekben Jodie Comer, Aaron Taylor-Johnson és Ralph Fiennes látható.
Az Egyesült Királyságban és az Amerikai Egyesült Államokban 2025. június 20-án került a mozikba a Sony Pictures Releasing forgalmazásában. Magyarországon 2025. július 3-án mutatta be az InterCom Zrt.

## Cselekmény
2002-ben, a dühöngő vírus első kitörésekor egy Jimmy nevű fiú elmenekül otthonából a Skót-felföldön, miután fertőzött családja megtámadta. A helyi templomba menekül, ahol imádkozó apját, a plébánost találja. A pap úgy véli, a járvány kitörése a végítélet napja, és a vírust az idők végezetének előhírnökének tekinti. Egy keresztet ad Jimmynek, és menekülésre buzdítja, majd hagyja, hogy a fertőzöttek utolérjék és elvezessék a templomból, így Jimmy esélyt kap a menekülésre.
2030-ban, huszonnyolc évvel később és egy második járvány kitörése után a veszettség vírusát sikerült megszüntetni a kontinentális Európában, míg a Brit-szigetek továbbra is határozatlan idejű karantén alatt állnak. A túlélők egy közössége a Lindisfarne nevű árapály-szigeten él, amelyet egy megerősített gát köt össze. Köztük van Jamie, az ellátmánygyűjtő, felesége, Ayla, aki ismeretlen és legyengítő mentális betegségben szenved, valamint 12 éves fiuk, Spike. 
Jamie elviszi Spike-ot a szárazföldre egy felnőtté válási rituáléra. Találkoznak egy csapat fertőzöttel, akiket egy Alfa vezet, a fertőzöttek mutáns változata, akik erősebbek és okosabbak. A páros egy elhagyatott faházban keres menedéket, és megfigyelnek egy távoli tábortüzet. Lindisfarne-be visszatérve Spike megtudja, a tüzet Dr. Ian Kelson, egy magányos túlélő gyújtotta, akitől a falusiak félnek. A pletykák szerint Kelsont látták, amint rituálisnak tűnő módon holttesteket éget. Spike csalódik az apjában, amikor meglátja, hogy viszonya van egy másik nővel. Titokban visszatér az anyjával a szárazföldre, abban a reményben, hogy Kelson gyógykezelést tud nyújtani.
Ezzel egy időben Erik Sundqvist svéd NATO-katona és egysége kénytelen partra szállni, miután járőrhajójuk elsüllyed. Az egységet gyorsan legyőzik a fertőzöttek, és Erik marad az egyetlen túlélő. Végül találkozik Spike-kal és Islával; megmenti őket a fertőzöttek egy másik csoportjától, majd csatlakozik a Kelsont kereső csoporthoz. Később a csoport egy fertőzött terhes nőre bukkan, miközben egy nem fertőzött gyermeket szül. Erik megöli anyját, és készül végezni a gyerekkel is, de egy alfa közbelép, és lefejezi őt. Kelson megjelenik, és egy morfiumdárdával legyőzi az Alfát (Sámsonnak becézi), majd Spike-ot, Islát és a babát egy szentélyéhez vezeti, amit ő „Memento mori”-nak nevez. A szentély valójában egy holttestek sterilizált csontjaiból épített templom. Kelson megtisztítja Erik koponyáját a templomba helyezi.
Miután megvizsgálja Islát, Kelson megállapítja, hogy halálos rákja van. A lány kérésére feláldozza őt egy morfiumdárda használatával. Átadja a megtisztított koponyát Spike-nak, aki felmászik a templom tetejére, és emlékműként ott helyezi el. Az Alfával való újabb összecsapás után Spike-nak és Kelsonnak sikerül elmenekülnie. Spike egyedül tér vissza Lindisfarne-ba, és a falu kapujában hagyja a kisbabát, akit Islának nevezett el. Mellékel egy üzenetet Jamie-nek, amelyben elmagyarázza a gyermek származását, és kijelenti, hogy visszatér hozzá, amint készen áll. Jamie rájön, Spike egyedül ment a szárazföldre, és megpróbál utána menni, de a dagály miatt nem tud.
Huszonnyolc nappal később, miközben a szárazföldön a fertőzöttek egy csoportja elől menekül, Spike-ot megmenti egy szektás, akit egy magát Sir Jimmy-nek hívó férfi vezet, és aki azt a keresztet viseli, amit az apjától kapott a járvány kitörésekor.

## Szereplők
| Szerep            | Színész                 | Magyar hang         | Leírás                                                   |
| ----------------- | ----------------------- | ------------------- | -------------------------------------------------------- |
| Spike             | Alfie Williams          | Gyetvai Martin      | Jamie és Isla 12 éves fia.                               |
| Isla              | Jodie Comer             | Sodró Eliza         | Jamie felesége, aki egy rejtélyes betegséggel küzd.      |
| Jamie             | Aaron Taylor-Johnson    | Makranczi Zalán     | Túlélőhulladékgyűjtő és Isla férje.                      |
| Dr Ian Kelson     | Ralph Fiennes           | Rátóti Zoltán       | Volt orvos és a járvány túlélője.                        |
| Erik Sundqvist    | Edvin Ryding            | Katona Péter Dániel | Svéd katona.                                             |
| Samson            | Chi Lewis-Parry         | Eredeti hang        | Testileg félelmetes, domináns vezetője a fertőzötteknek. |
| Sam               | Christopher Fulford     | Petridisz Hrisztosz | Jamie barátja és a sziget lakója.                        |
| Rosie             | Amy Cameron             |                     | Jamie titkos szeretője és a sziget egyik lakója.         |
| Jenny             | Stella Gonet            | Zsurzs Kati         | A sziget vezetői tanácsának tagja.                       |
| Sir Jimmy Crystal | Jack O’Connell          | Böröndi Bence       | A „Jimmies” nevű szekta vezetője.                        |
| Sir Jimmy Crystal | Rocco Haynes (fiatalon) | Mohácsi Levente     | A „Jimmies” nevű szekta vezetője.                        |
| Jimmy Ink         | Erin Kellyman           |                     |                                                          |

### Magyar változat
- Főcím: Egressy G. Tamás
- Magyar szöveg: Tóth Tamás
- Felvevő hangmérnök: Gábor Dániel
- Vágó: Sári-Szemerédi Gabriella
- Gyártásvezető: Hódos Edina
- Szinkronrendező: Dóczi Orsolya
- Produkciós vezető: Hagen Péter

A szinkront a Mafilm Audio Kft. készítette el.

## A film készítése
2007 júniusában a Fox Atomic megerősítette, hogy fejlesztés alatt áll egy harmadik 28 nappal később film, amelynek elkészítése attól függött, hogy a 28 héttel később milyen anyagi sikereket ér el a házi kiadás (DVD, Blu-ray) után. 2007 júliusában Danny Boyle elmondta, hogy a harmadik rész történetét már kidolgozták. 2010 októberére Alex Garland kijelentette, hogy a film jogi kérdések miatt késlekedik. 2011 januárjában Boyle kifejezte bizakodását, hogy a projekt mégis megvalósul, és megerősítette, hogy a történettel kapcsolatos fejlesztések folyamatban vannak. 2013 áprilisában azonban a rendező már kétségeit fejezte ki azzal kapcsolatban, hogy valaha is elkészül-e a film. 2015 januárjában Garland beszélt a projekt állapotáról, és megerősítette, hogy bár a film gyakorlatilag fejlesztési pokolba került, a háttérben komoly egyeztetések zajlanak a megvalósítás érdekében. Hozzátette, hogy a készülő forgatókönyv munkacíme 28 hónappal később lenne. 2019 júniusában Boyle megerősítette, hogy ő és Garland közösen dolgoznak a harmadik filmen. 2020 márciusában Imogen Poots jelezte, hogy szívesen visszatérne a második részből ismert szerepéhez, majd 2021 májusában Cillian Murphy is hasonló érdeklődést mutatott.
2022 novemberében Danny Boyle, Alex Garland és Cillian Murphy is kifejezték érdeklődésüket egy 28 nappal később folytatás elkészítése iránt. 2023 júniusában Boyle és Garland közösen jelentették ki, hogy „komolyan” és „alaposan” szeretnék előmozdítani a projekt gyártását. Bejelentették, hogy a forgatókönyv címe immár 28 évvel később, ezzel utalva arra, milyen hosszú idő telt el a fejlesztés kezdete óta. Boyle hozzátette, hogy szívesen vállalná a rendezést, hacsak Garland nem szeretné átvenni tőle a feladatot. Ugyanezen év júliusában Cillian Murphy elmondta, hogy nemrég beszélt Boyle-lal egy esetleges harmadik film lehetőségéről, és ismét kifejezte érdeklődését, hogy újra eljátszaná korábbi szerepét, amennyiben Boyle és Garland is visszatérnek a projekt kreatív irányításához.
2024 januárjában hivatalosan bejelentették, hogy készül a harmadik film, 28 évvel később címmel. A projekt egy új trilógia első része lesz a tervek szerint. Danny Boyle rendezi az első részt, a forgatókönyvet Alex Garland írja, aki a további két folytatás szkriptjeit is jegyzi majd. Boyle, Garland, Andrew Macdonald és Peter Rice producerként vesznek részt a munkában. Ugyanezen év februárjában Cillian Murphy beszélt a lehetséges visszatéréséről a projekt kapcsán. Szintén ebben a hónapban Andrew Macdonald visszavásárolta az első film jogait a Searchlight Pictures-től, majd továbbadta azokat a Sony Pictures-nek, amely így a jövőbeli folytatások forgalmazási jogait is megszerezte. 2024 márciusában Garland megerősítette, hogy egy teljes trilógia forgatókönyvén dolgozik. Áprilisban elárulta, hogy a Kes című brit film jelentős hatással volt a film írási folyamatára. Még ebben a hónapban Cillian Murphyt bejelentették mint vezető producer. A filmet a Columbia Pictures gyártja.

### Szereplőválogatás
2024 áprilisában Aaron Taylor-Johnson, Jodie Comer és Ralph Fiennes kapta meg a főszerepet, májusban Jack O’Connell is csatlakozott a stábhoz. A kezdeti hírek szerint Cillian Murphy újra eljátssza Jim szerepét, de 2025 januárjában a film producere, Andrew Macdonald megerősítette, hogy nem fog feltűnni, bár vezető producerként megmaradt. Erin Kellyman júniusban csatlakozott a szereplőgárdához.

### Forgatás
A forgatás 2024. május 7-én kezdődött Northumberlandben, Anthony Dod Mantle operatőrrel, és július 29-én fejeződött be. Elsősorban iPhone 15 Pro Max készülékkel készült, számos speciális tartozék segítségével, valamint drónokkal, más digitális és filmes kamerákkal.
A forgatás elsősorban Észak-Angliában, Északkeleten, valamint Yorkshire és Humber régióban zajlott. A helyszínek között szerepel a Northumberland partjainál található Holy Island (Lindisfarne), Hexham, Bellingham, Kielder Forest, Rothbury (Northumberland), Newcastle upon Tyne (Tyne és Wear), Waskerley (Durham megye), Melsonby, Ripon, Fountains Abbey, Aysgarth Falls, Redmire (Észak-Yorkshire) és Bradford (West Yorkshire). Néhány jelenetet a Langley melletti Plankey Mill Farmon és Bardon Millben (Northumberland) forgattak. Emellett forgattak a délnyugat-angliai Somersetben, a Cheddar-szurdokban is.

### Zene
2025 májusában a Young Fathers megerősítést kapott a filmzene összeállításában, ezzel debütáltak a filmben.

## Bemutató
A 28 évvel később című filmet a Sony Pictures Releasing az Egyesült Királyságban, az Amerikai Egyesült Államokban és Kanadában 2025. június 20-ára tűzte ki.
Az első előzetes 2024. december 10-én jelent meg. Rudyard Kipling 1903-ban írt „Csizma” című verse szerepel a filmben, amelyet 1915-ben Taylor Holmes amerikai színész adott elő. Az előzetes a YouTube-on a legnépszerűbb trend lett, és 48 óra alatt több mint 10 millióan nézték meg. Stuart Heritage, a The Guardian filmkritikusa külön kiemelte Holmes „Boots” című elhangzott felvételének felhasználását, és a következőket nyilatkozta: „Jelen állás szerint azonban ez 2025 legizgalmasabb filmje. És ez teljes mértékben az előzetesének köszönhető.” Az előzetes virális sikere vezetett ahhoz, hogy a Sony úgy döntött, 2024. december 18-án újra kiadja az eredeti 28 nappal később című filmet digitális platformokon, két évvel azután, hogy a korábbi forgalmazó, a Disney nem tette elérhetővé.

## Díjak és jelölések
| Év                    | Dátum           | Kategória                           | Átvevő(k)               | Eredmény | Forrás        |
| --------------------- | --------------- | ----------------------------------- | ----------------------- | -------- | ------------- |
| Golden Trailer Awards | 2025. május 29. | Legjobb bemutató                    | Sony, Buddha Jones      | Elnyerte | [ 47 ] [ 48 ] |
| Golden Trailer Awards | 2025. május 29. | Legjobb horrorfilm                  | Sony, Buddha Jones      | Jelölve  | [ 47 ] [ 48 ] |
| Golden Trailer Awards | 2025. május 29. | A legeredetibb előzetes             | Sony, Buddha Jones      | Elnyerte | [ 47 ] [ 48 ] |
| Golden Trailer Awards | 2025. május 29. | Legjobb hangfelvétel                | Sony, Buddha Jones      | Elnyerte | [ 47 ] [ 48 ] |
| Golden Trailer Awards | 2025. május 29. | Legjobb hangvágás                   | Sony, Buddha Jones      | Jelölve  | [ 47 ] [ 48 ] |
| Golden Trailer Awards | 2025. május 29. | Legjobb digitális horror / thriller | SOS, Sony, Buddha Jones | Jelölve  | [ 47 ] [ 48 ] |